# Calimmià
El Calimmià és el primer període geològic del Mesoproterozoic i durà entre fa 1.600 i 1.400 milions d'anys. Aquestes dates estan basades cronològicament i no es basen en l'estratigrafia.
El nom deriva de l'ètim grec kàlimma ('vel').
Aquest període es caracteritza per l'expansió dels sediments volcànics que es troben sobre els cratons ('cobertures') i de les noves plataformes continentals sobre bases recentment cratonitzades.
El supercontinent Colúmbia es va fragmentar durant el Calimmià, fa uns 1.500 milions d'anys.